# 1941年全米選手権 (テニス)
1941年 全米選手権（1941ねんぜんべいせんしゅけん）に関する記事。

## 大会の流れ
- 1881年から1967年まで、全米選手権は各部門が個別の名称を持ち、大会会場も別々のテニスクラブで開かれた。これが他の3つのテニス4大大会と大きく異なる点である。
  - 男子シングルス　名称：全米シングルス選手権（U.S. National Singles Championship）／会場：ニューヨーク市クイーンズ区フォレストヒルズ、ウエストサイド・テニスクラブ　（1924年-1977年）
  - 女子シングルス　名称：全米女子シングルス選手権（U.S. Women's National Singles Championship）／会場：フォレストヒルズ、ウエストサイド・テニスクラブ　（1921年-1977年）
  - 男子ダブルス　名称：全米ダブルス選手権（U.S. National Doubles Championship）／会場：マサチューセッツ州ボストン市、ロングウッド・クリケット・クラブ　（1935年-1941年まで）
  - 女子ダブルス　名称：全米女子ダブルス選手権（U.S. Women's National Doubles Championship）／会場：ボストン、ロングウッド・クリケット・クラブ　（1935年-1941年まで）
  - 混合ダブルス　名称：全米混合ダブルス選手権（U.S. Mixed Doubles Championship）／会場：ボストン、ロングウッド・クリケット・クラブ　（1935年-1941年まで）
- 1939年9月に勃発した第2次世界大戦の影響で、他のテニス競技大会は開催中止となったが、全米選手権だけは戦時中も途切れることなく続行された。ただし、戦時中は多くの選手たちが軍務に就いたことから、通常の年に比べて出場者が少ない。

## シード選手

### 男子シングルス
（アメリカ人シード選手：8名）
1. ボビー・リッグス　（優勝、2年ぶり2度目）
2. フランク・コバックス　（準優勝）
3. ドン・マクニール　（ベスト4）
4. テッド・シュローダー　（ベスト4）
5. フランク・パーカー　（ベスト8）
6. ウェイン・サビン　（ベスト8）
7. ジャック・クレーマー　（ベスト8）
8. ガードナー・ムロイ　（3回戦）

（外国人シード選手：4名）
1. ラディスラフ・ヘクト　（3回戦）
2. パンチョ・セグラ　（2回戦）
3. ジョージ・リトルトン・ロジャース　（2回戦）
4. Wai-Chuen Choy　（1回戦）

### 女子シングルス
（アメリカ人シード選手：8名）
1. ポーリーン・ベッツ　（準優勝）
2. サラ・ポールフリー・クック　（初優勝）
3. ドロシー・バンディ　（ベスト8）
4. ヘレン・バーンハード　（ベスト8）
5. ヘレン・ジェイコブス　（ベスト4）
6. マーガレット・オズボーン　（ベスト4）
7. メアリー・アーノルド　（3回戦）
8. バージニア・コバックス　（1回戦、不戦敗）

（外国人シード選手：2名）
1. バレリー・スコット　（3回戦）
2. ニーナ・ブラウン　（3回戦）

## 大会経過

### 男子シングルス
準々決勝
- フランク・コバックス vs.  ジャック・クレーマー　6-4, 7-5, 7-5
- ドン・マクニール vs.  ウェイン・サビン　6-3, 7-5, 3-6, 6-3
- ボビー・リッグス vs.  フランク・パーカー　6-4, 6-3, 4-6, 6-2
- テッド・シュローダー vs.  ブライアン・グラント　6-8, 6-1, 6-2, 6-3

準決勝
- フランク・コバックス vs.  ドン・マクニール　6-4, 6-2, 10-8
- ボビー・リッグス vs.  テッド・シュローダー　6-4, 6-4, 1-6, 9-11, 7-5

### 女子シングルス
準々決勝
- サラ・ポールフリー・クック vs.  ホープ・ノールズ　6-4, 7-5
- ヘレン・ジェイコブス vs.  ドロシー・バンディ　6-3, 11-9
- ポーリーン・ベッツ vs.  バーバラ・クレイス　6-2, 6-2
- マーガレット・オズボーン vs.  ヘレン・バーンハード　6-3, 6-1

準決勝
- サラ・ポールフリー・クック vs.  ヘレン・ジェイコブス　6-3, 2-6, 6-1
- ポーリーン・ベッツ vs.  マーガレット・オズボーン　6-4, 6-3

## 決勝戦の結果
- 男子シングルス： ボビー・リッグス vs.  フランク・コバックス　5-7, 6-1, 6-3, 6-3
- 女子シングルス： サラ・ポールフリー・クック vs.  ポーリーン・ベッツ　7-5, 6-2
- 男子ダブルス： ジャック・クレーマー＆ テッド・シュローダー vs.  ガードナー・ムロイ＆ ウェイン・サビン　9-7, 6-4, 6-2
- 女子ダブルス： サラ・ポールフリー・クック＆ マーガレット・オズボーン vs.  ドロシー・バンディ＆ ポーリーン・ベッツ　3-6, 6-1, 6-4
- 混合ダブルス： ジャック・クレーマー＆ サラ・ポールフリー・クック vs.  ボビー・リッグス＆ ポーリーン・ベッツ　4-6, 6-4, 6-4